# Sandro Mareco
Sandro Mareco (* 13. Mai 1987 in Haedo) ist ein argentinischer Schachspieler.
Die argentinische Einzelmeisterschaft konnte er 2015 in Buenos Aires gewinnen. Er spielte bei vier Schacholympiaden: 2012–2018. Beim Schach-Weltpokal 2011 scheiterte er in der ersten Runde an Ferenc Berkes, beim Schach-Weltpokal 2013 an David Navara, beim Schach-Weltpokal 2017 an Matthias Blübaum, beim Schach-Weltpokal 2019 an Sanan Sjugirow. Im Schach-Weltpokal 2015 schlug er in der ersten Runde Ni Hua und schied in der zweiten Runde gegen Anton Kovalyov aus. Die Amerikanische Kontinentalmeisterschaft gewann er 2015 in Montevideo.
In Spanien spielte er für Equigoma Casa Social Catolica (2017) und CAC Beniajan Duochess (2019).
| Die zur Anzeige dieser Grafik verwendete Erweiterung wurde dauerhaft deaktiviert. Wir arbeiten aktuell daran, diese und weitere betroffene Grafiken auf ein neues Format umzustellen. (Mehr dazu) |